# Cumbre Vieja
Cumbre Vieja (em português:  Cumieira Velha) é uma serra e complexo vulcânico situado na ilha de La Palma, arquipélago das Canárias (Espanha), com 1949 metros de altitude.
A erupção mais recente  tendo tido início a 19 de setembro de 2021 até 25 de dezembro do mesmo ano,quando foi oficialmente declarado o fim das atividades.
Nesta serra encontra-se a área protegida do Parque natural de Cumbre Vieja.

## História vulcânica
La Palma é uma ilha vulcânica oceânica. Atualmente é onde há a maior atividade vulcânica das Ilhas Canárias. Erupções históricas do Cumbre Vieja ocorreram em 1470, 1585, 1646, 1677, 1712, 1949, 1971 e 2021.

## Teoria do megatsunami
Em 2000, a BBC2 transmitiu o documentário Megatsunami; Onda da Destruição, sugerindo um colapso futuro do flanco ocidental da Cumbre Vieja poderia causar um "megatsunami" que atingiria o litoral oeste da África, o litoral oeste da Europa e grande parte do litoral leste das Américas, desde o estado da Flórida, nos Estados Unidos, gerando todo um debate em torno dessa teoria. 
Os peritos do Instituto Vulcanológico das Canárias (Involcan) há anos que vêm desmentindo esta teoria, lamentando o palco dado pelos média ao que consideram ser informação falsa. A probabilidade das erupções de Cumbre Vieja, um complexo vulcânico estável, gerarem um megatsunami, é tida pelo Involcan como cientificamente impossível, porém não foi descartado a possibilidade de um tsunami de médio ou de baixo tamanho.